# الإمبراطورية الأثينية الثانية

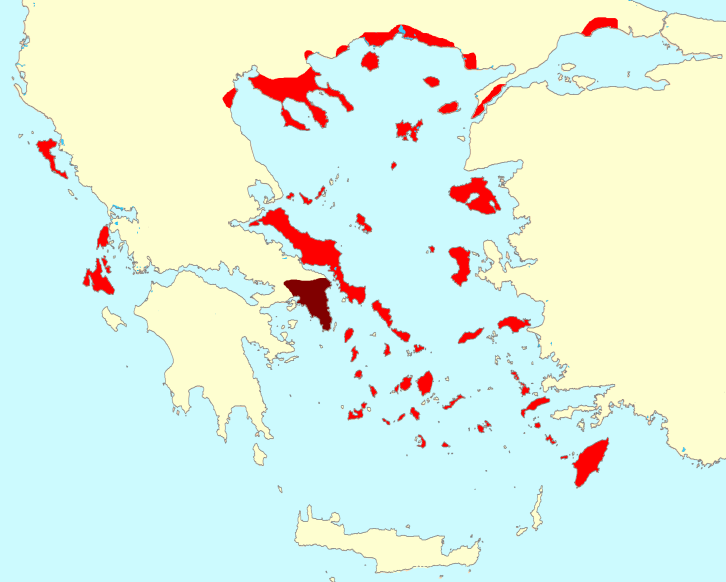
خريطة الإمبراطورية الأثينية الثانية وتظهر أثينا باللون الغامق

الإمبراطورية الأثينية الثانية أو الاتحاد الأثيني الثاني كان اتحادا بحريا للمدن والدول الإيجية وكان بقيادة أثينا، وكان الهدف الرئيسي منه هو الدفاع عن النفس ضد نفوذ اسبرطة أولا والإمبراطورية الفارسية ثانيا.

## خلفية
في 478 ق.م، أسست أثينا الحلف الديلي لمواجهة النفوذ الفارسي خلال الحروب اليونانية الفارسية، وتم ترسيخ القيادة الأثينية خلال العقود القليلة التالية، حيث اعتبر العديد من المؤرخين أن الحلف هو إمبراطورية أثينية، خاصة بعد نقل الخزانة من ديلوس إلى أثينا عام 454 ق.م. حاربت هذه الإمبراطورية ضد الاتحاد البيلوبونيزي، التي تهيمن عليها اسبرطة، في الحرب البيلوبونيسية التي استمرت من 431 إلى 404 قبل الميلاد. انتهى بعد حصار أثينا في 404 ق.م، عندما توصلت أثينا واسبرطة إلى اتفاق سلام يؤسس هيمنة اسبرطة على البلاد، أراد كل من كورنث ثيفا، وكلاهما من التحالفات المنشقة، تدمير أثينا واستعباد مواطنيها بدلاً من اتفاق سلام أكثر تساهلاً، رفض الأسبرطيون هذا بسبب الجهود الأثينية السابقة في إنقاذ اليونان من الغزو الفارسي، وبدلاً من ذلك فرضوا الشروط، لكن الأسوار الأثينية وتحصيناتها كان من المقرر أن تستطيع إيقاف تشغيل الأسطول الأثيني باستثناء اثنتي عشرة سفينة، وكان المنشقون الدخول للمدينة، وكان على أثينا الاعتراف بالقيادة المنشقة والانضمام إلى شبكة التحالف المنشق، مما يسمح لأسبرطة بإملاء سياستها الخارجية، ولكن أنقلب حلفاء اسبرطة السابقون ضدها في عام 395 ق.م، حيث حرضت طيبة الهجوم على اسبرطة وكان من شأنه أن يؤدي إلى حرب كورنثية، وكانت هذه الحرب ستجعل اسبرطة ضد تحالف أثينا وطيبة وكورنث وأرغوس، والذي كانت مدعومة من الإمبراطورية الفارسية، وبعد سلسلة من النجاحات الأثينية فيها، فرض الفرس سلام أنتالسيداس وكان كالآتي: سيسيطر الفرس على جميع المدن اليونانية في آسيا الصغرى وكذلك جزيرة قبرص وتضمن استقلال جميع المدن اليونانية الأخرى باستثناء ليمنوس وايمبروس وسكيروس، والتي من شأنها أن تعطى إلى أثينا، أعطت هذه الحرب القوة لأثينا لأول مرة منذ نهاية الحرب البيلوبونيسية، مما سمح لها بإعادة بناء تحصيناتها وأسطولها البحرية وتقويتها.

## الميثاق والسياسة
عُثر على نشرة مكتوبة عن الإمبراطورية الأثينية الثانية يعود تاريخها إلى عام 377 ق.م، وتوضح بالفعل أهداف الإمبراطورية، وكانت تحتوي على الآتي: ستعقد الاجتماعات في أثينا، وستتمتع كل مدينة بصوت واحد، بغض النظر عن مساحتها وحجمها وستحافظ على استقلالها، على عكس شروط الحلف الديلي، ويحظر على مواطني أثينا امتلاك العقارات بالمدن الأخرى، صاغت أثينا هذه الشروط على أنها مختلفة عن الشروط المشروعة في الحلف الديلي، والتي لم تكن تحظى بشعبية كبيرة بسبب قسوة الهيمنة الأثينية.
واستطاعت أثينا أقناع الدول الأجنبية مثل اسبرطة والإمبراطورية الفارسية بأن هذا الميثاق كان الوسيلة الوحيدة لضمان سلام أنتالسيداس. يعتبر أن تشكيل الإمبراطورية الأثينية الثانية هو العودة الفعلية للهيمنة الأثينية على اليونان. يجادل البعض ذلك مثل مؤرخ اليونان القديمة جاك كارجيل الذي كان يقول بأن هذه الإمبراطورية كانت مختلفة عن الحلف الديلي وأنها لا تمثل إمبراطورية أثينا الجديدة، ويعتقد الكثيريين بأن السبب الرئيسي للانشقاق هي طيبة، التي تركت الإمبراطورية عام 371 قبل الميلاد وحرضت المدن الأخرى على المغادرة.

## صعود طيبة
انظمت طيبة إلى الاتحاد عند تأسيسه لأن إحدى النقاط الرئيسية في الميثاق كانت معارضة اسبرطة، ومع ذلك سرعان ما بدأت العلاقة بين طيبة وباقي الأعضاء بالتدهور فأدركت أثينا أن طيبة لم تعد كما كانت في عام 372 ق.م، فهذا أجبر أثينا على البدء باتفاقات سلام مع اسبرطة، لكن سرعان ما هزمت طيبة الجيش الأسبرطي في معركة ليوكترا في عام 371 قبل الميلاد، وبعدها بالفعل، غادرت طيبة المجموعة وأقامت هيمنتها الخاصة.

## الانهيار والتفكك
بعد معركة ليوكترا في عام 371 ق.م، غادرت طيبة المجموعة وانتهكت أتفاق السلام المبرم، وبعدها في وقت لاحق، هزت سلسلة كبيرة من الثورات والأتقلابات الإمبراطورية الأثينية الثانية (أثينا)، وهذه الحروب بلغت ذروتها في الحرب الداخلية التي بدأت في عام 357 ق.م واستمرت لعامين، حيث قامت ولايات خيوس ورودس وكوس وبيزنطة بخوض حربا ضد أثينا، انتهت هذه الحرب بتفكك الإمبراطورية الأثينية الثانية.